# Biskupija
Biskupija – wieś w Chorwacji, w żupanii szybenicko-knińskiej, siedziba gminy Biskupija. W 2011 roku liczyła 406 mieszkańców.